# Sárganyakú erdeiegér
A sárganyakú erdeiegér (Apodemus flavicollis) az emlősök (Mammalia) osztályának rágcsálók (Rodentia) rendjébe, ezen belül az egérfélék (Muridae) családjába tartozó faj.

## Előfordulása
Eurázsiában (Izlandot kivéve) és Észak-Afrikában él.
Nevével ellentétben az erdőkön kívül megtalálható szántóföldeken, városi parkokban és kertekben is.
Magasabb sziklás hegységekben ritkán fordul elő.

## Megjelenése
A sárganyakú erdeiegeret nehéz megkülönböztetni a közönséges erdeiegértől (Apodemus sylvaticus). A sárganyakú erdeiegér szeme és füle nagyobb és egy sárga folt húzódik végig a toroktájékán. Fehér hasa élesebben elválik a barnásszürke háttól. Farka hosszabb a közönséges erdeiegérénél, 170-240 gyűrű van rajta. Teste 8-13 centiméter, farka 9-14 centiméter. Súlya 22-45 gramm.

## Életmódja
Ritkán lehet látni, mert éjjel aktív. Nappal odújában alszik, csak az éjszaka beálltával jön elő és indul táplálékkeresésre. Föld alatti járatrendszerben lakik, melynek két kijárata van.. Itt találhatók éléskamrái, melyekben nagy mennyiségű eleséget raktároz télire. Általában több állat él a föld alatti üregekben. Az utódok az alagútrendszer mélyén, jól kibélelt fészekkamrában jönnek világra. Télre mesterséges madárfészkekbe is behordja az eleséget. A sárganyakú erdeiegér nagyrészt növényevő, elsősorban magvakkal, mogyoróval, makkal, bogyókkal, gyümölcsökkel és rügyekkel táplálkozik. Ezt kiegészíti kis mennyiségű rovartáplálékkal.

## Szaporodása
A szaporodási időszak az időjárástól függően áprilistól októberig-novemberig tart. Évente akár négyszer is szaporodik. A nőstény 22-26 napos vemhesség után általában 4-9 kölyköt ellik. Az utódok 1-2 grammosan, csukott szemmel és csupaszon jönnek a világra. Szemük 12-14 naposan nyílik ki, ekkor már szőr borítja testüket. Ivarérettségüket 8 hetes korban érik el.
Élettartamuk a természetben rövid, 3 hónap-1 év között mozog. Fogságban akár 4 évig is elélhetnek.

## Ellenségei
A sárganyakú erdeiegér sok, nappal aktív állat számára jelent fontos táplálékforrást. A vörös róka, a menyét, a hermelin és a borz, sőt még a házi macska is mind-mind vadászik rá. Sok bagolynak is fő zsákmányállata.

## Rokon fajok
- Közönséges erdeiegér (Apodemus sylvaticus)
- Pirókegér (Apodemus agrarius)
- Kislábú erdeiegér (Apodemus uralensis)